# Wargacz tęczak
Wargacz tęczak, wargacz tęczowy (Labrus mixtus) – gatunek morskiej ryby okoniokształtnej z rodziny wargaczowatych (Labridae). W literaturze polskiej określany bywał nazwą tęczak, ale pod taką samą nazwą opisywano również inne gatunki zwierząt.

## Występowanie
Występuje w północnym Atlantyku od Norwegii i północnej Szkocji do Senegalu oraz wokół Azorów, Madery i Wysp Kanaryjskich. Także w Morzu Śródziemnym.
Ryba żyjąca nad dnem żwirowatym i skalistym obficie porośniętym glonami oraz na łąkach trawy morskiej na głębokości do 200 m. Ryba żyjąca samotnie, aktywna jedynie w dzień, noc spędza w pieczarach i rozpadlinach skalnych. 

## Opis
Dorasta maksymalnie samice do 30 cm a samce do 35 cm. Ciało wydłużone o długim pysku i głowie. Szczęki daleko wysuwalne z grubymi, mięsistymi wargami, na każdej z nich uzębienie w postaci rzędu silnych stożkowatych zębów, kość podniebienia bezzębna, natomiast dolna kości gardłowe zrośnięte w silną płytkę żującą. Łuski wzdłuż linii bocznej od 50-60 łusek przebiegających równolegle do linii grzbietu. Płetwa grzbietowe długa, niepodzielona podparta 16–19 twardymi i 11–14 miękkimi promieniami. Płetwa odbytowa podparta 3 twardymi i 9–12 miękkimi promieniami.
Ubarwienie bardzo zmienne. Samce mają niebiesko opalizującą głowę z ciemnymi podłużnymi paskami, przechodzącymi na żółte lub pomarańczowo zabarwione boki. W okresie godowym na czole pojawia się im biała plama. Samice są ubarwione żółto lub czerwonopomarańczowo z trzema ciemnymi plamami na grzbiecie, między nimi występują białe pola.

## Odżywianie
Odżywia się drobnymi skorupiakami, mięczakami i wieloszczetami.

## Rozród
Tarło odbywa się latem. Samiec buduje specjalne gniazdo na dnie, do którego składana jest ikra. Samiec opiekuje się złożonymi jajami i broni gniazda.